# Вороновицькі ясени
Вороновицькі ясени — заповідне урочище, розташоване на території Немирівського району Вінницької області (Вороновицьке лісництво, кв. 69 діл. 1). Оголошене відповідно до Розпорядження Вінницького облвиконкому № 384 від 29.08.1984 р.
За фізико-географічним районуванням України ця територія належить до Гнівансько-Гайсинського району області Подільського Побужжя Дністровсько-Дніпровської лісостепової провінції Лісостепової зони. Характерною для цієї області є хвиляста, з яругами й балками, лесова височина з сірими і темно-сірими опідзоленими ґрунтами. З геоморфологічної точки зору описувана територія являє собою підвищену сильно розчленовану лесову рівнину позальодовикової області алювіальної акумулятивної рівнини.
Клімат території є помірно континентальним. Для нього характерне тривале, нежарке літо, і порівняно недовга, м'яка зима. Середня температура січня становить -6.5°… -6°С, липня +19°…+18,5°С. Річна кількість опадів становить 550—525 мм.
За геоботанічним районуванням України ця територія належить до Європейської широколистяної області, Подільсько-Бессарабської провінції Вінницького (Центральноподільського) округу.
Ділянка являє собою високопродуктивні культури дуба і ясена з домішкою природного відновлення граба. Вік дубово-ясеневих культур — понад 80 років, а запас деревини становить 280 куб. м/га. Як цінну породу до складу деревостану введено також бук європейський.
В травостані даних угруповань переважають неморальні тінелюбиві види: зеленчук жовтий, зірочник лісовий, осока пальчаста й волосиста, фіалка пахуча й собача, копитняк європейський, зубниця бульбиста. Також тут зустрічаються яглиця звичайна, розхідник плющевидний, просянка розлога, мерінгія трижилкова та інші.
В урочищі зростає також ряд видів, занесених до Червоної книги України: гніздівка звичайна, коручка чемерниковидна, підсніжник білосніжний. Зростає також популяція аронника Бессера — субендемічного подільського виду, що потребує охорони.